# Ян Новак
Ян Новак (на чешки: Jan Novák) е чешки сценарист, драматург, преводач и писател на произведения в жанра социална драма, хумор и сатира. Пише на чешки и на английски и сам прави преводи на произведенията си.

## Биография и творчество
Ян Новак е роден на 4 април 1953 г. в Колин, Чехословакия. Семейството му имигрира от Чехословакия през 1969 г., след като баща му е разследван за присвояване на пари, които използва за да имигрира. Първоначално остават известно време в бежанския лагер „Трайскирхен“ в Австрия, но след кореспонденция с членове на голямата чешко-американска общност в Чикаго успяват да емигрират в САЩ и се установяват в Сисеро, Илинойс. След завършване на гимназията следва първоначално в Шимър Колидж, малък колеж в Маунт Керъл, Илинойс. Впоследствие получава бакалавърска и магистърска степен по хуманитарни науки от Чикагския университет. Работи на редица работни места, работи десет години в компютърния отдел на телефонна компания, а в края на 90-те години работи в охранителна агенция няколко години като охранител.
От студентските си години се занимава с литературна дейност. Отначало пише стихове, които публикува в списания. Първият му разказ е публикуван след конкурс във вестника на университета „Чикаго Марун“. Той привлича вниманието на чешко-американския издател Йозеф Шкворецки, с чието съдействие е издадена дебютната книга на Ян Новак, сборникът с разкази „Чикагски стриптийз“ (Striptease Chicago). Историите в сборника описват живота на чешки имигранти в Америка с иронична чувствителност и смесване на чешки и английски език.
През 1985 г. е издаден романът му „Джип за милиони долари“ (Miliónový Jeep). Той се основава на семейния опит и описва житейската история на баща му от младостта му по време на нацистката окупация до смъртта му в САЩ. Романът е добре приет от критиката и печели наградата „Карл Сандбърг“ за автори от Чикаго и наградата на приятелите на литературата, а след издаването му в Чехия и наградата „Егон Хостовски“. Вторият му роман „Големият живот“ (The Grand Life) от 1987 г. също е вдъхновен от собствения му опит – в него героят е среден мениджър в енергийна компания в Чикаго.
През 90-те години се насочва и към документалната литература. Книгата му „Кадифе и пара“ (Samet a pára) разказва за посещението му в Прага през ноември 1989 г., малко след кадифената революция. Другата му книга „Комунисти, гадове, цигани, деца и поети“ (Komouši, grázlové, cikáni, fízlové & básníci) от 1995 г. разказва за едногодишната му ваканция в Прага в периода 1992 – 1993 г. За нея получава литературната награда „Карл Сандбърг“ за нехудожествена литература. Книгата му „Досега добре“ (Zatím dobrý) от 2005 г. е обширна литературна обработка на историята на братята Йозеф и Ктирад Машин, които оказват въоръжена съпротива срещу комунистическия режим в Чехословакия през периода 1951 – 1953 г. и бягат в Западен Берлин през 1953 г. Книгата печели наградата „Магнезия Литера“ за книга на годината.
През 2007 г. е издаден романът му „Дядо“ (Děda). Той е автобиографичната история на семейство, което губи фермата си след февруарския преврат от 1948 г., и е разказана от внука, който описва ретроспективно живота на своя дядо в тоталитарните режими (нацизъм и комунизъм) в Чехословакия, насилствената колективизация, крехките опити за съпротива и лъжливото примирение. Романът получава наградата „Йозеф Шкворецки“.
През 2009 г. е публикувана книгата му с интервюта „Зад водата“ (Za vodou), в която са включени разговори с Милош Форман, Доминик Хашек, Любомир Кавалек, Антонин Кратохвил, Йозеф Машин и Милан Сова.
Ян Новак прави преводи на много от произведенията на Вацлав Хавел на английски език.
Като сценарист си сътрудничи с Милош Форман във филма „Валмонт“ през 1989 г. През 90-те пише сценария за чешкия филм „Чудесни години под кучето“ и участва в други сценарии. През 2005 г. заедно със сина си Адам прави документалния филм „Гражданинът Хавел отива на почивка“ за полицейското преследване на Вацлав Хавел през 1985 г., а през 2009 г. документалният филм „Гражданинът Хавел се връща“ През 2009 г. по негов сценарий е словашкият филм „Неизпълнено обещание“.
Ян Новак живее със семейството си в Прага.

## Произведения
- Striptease Chicago (1983) - разкази[1][2][3][4]
- Miliónový Jeep (1985) – издаден и като „The Willys Dream Kit”, награда „Карл Сандбърг“, награда „Егон Хостовски“
- The Grand Life (1987)
- Strýček Josef (1991)
- Samet a pára (1992) – издадена и като Prague in Velvet
- Co já vím? Autobiografie Miloše Formana (1994) – с Милош Форман
Повратна точка, изд. „Анубис“ (1995), прев. Мина Койнова
- Komouši, grázlové, cikáni, fízlové & básníci (1995) – награда „Карл Сандбърг“
- Zatím dobrý (2004) – награда „Магнезия Литера“, издаден и като графичен роман през 2018 г.
- Děda (2007) – награда „Йозеф Шкворецки“
- Za vodou: Šest rozhovorů (2009)
- Aljaška (2011) – новела
- Hic a kosa v Chicagu (2011) – автобиографичен
- Život mimo kategorie (2015)
- Zátopek ... když nemůžeš, tak přidej! (2016) – графичен роман за Емил Затопек, с Яромир 99 (Яромир Швейдик)
Затопек, изд.: „Жанет 45“, Пловдив (2018), прев. Васил Самоковлиев[5]
- Záti dobrý (2018) – с Яромир 99
- Čáslavská (2020) – за гимнастичката Вера Чаславска
- Kundera: Český život a doba (2020)
- Těžký prachy (2022)

### Пиеси
- Aljaška
- Vražda sekerou ve Sv. Petěrburgu

### Екранизации
- 1989 Валмон, Valmont – консултант по сценария
- 1996 Septej
- 1997 Bájecná léta pod psa
- 2009 Nedodrzaný slub